# 霍尔梅奇农村居民点
霍尔梅奇农村居民点（俄语：Холмечское сельское поселение）是俄罗斯联邦布良斯克州苏泽姆卡区所属的一个农村居民点。其下辖有6个居民点，行政中心为霍尔梅奇。据2015年统计，该农村居民点的人口为750人。